# Johann August Günther Heinroth
Johann August Günther Heinroth (auch: Johann August Günther Heinrodt) (* 19. Juni 1780  in Nordhausen; † 2. Juni 1846  in Göttingen) war ein deutscher Musikdirektor, Pädagoge, Komponist und Schriftsteller.

## Leben
Johann August Günther Heinroth erhielt seine musikalische Ausbildung durch seinen Vater. 1799 ging er zum Studium der Literaturgeschichte, Theologie und Pädagogik an die Universität Leipzig und wechselte 1800 an die Universität Halle, wo er 1802 das Studium als Dr. phil. abschloss.
Nach dem Studium nahm er in Gittelde eine Stellung als Hauslehrer an. 1804 wurde er in Seesen Gesangslehrer an der von Israel Jacobson gegründeten Jacobsonschule. Er beteiligte sich an der Reform Jacobsons des jüdischen Kultus und Gesangs sowohl in Seesen als auch in Berlin, wo die Synagoge Ende 1815 in das Haus des Zuckerproduzenten und Bankiers Jacob Herz Beer und der Amalie Beer, Eltern des Komponisten Giacomo Meyerbeer, verlegt worden war.
Als Nachfolger des verstorbenen Johann Nikolaus Forkel wurde er 1818 als Musikdirektor an die Georg-August-Universität Göttingen berufen, wo er über Musiktheorie und Ästhetik las. Im Jahr seiner Berufung gründete er die Göttinger Singakademie, die er bis zu seinem Tod leitete. 1820 erhielt er an der theologischen Fakultät zusätzlich einen Lehrauftrag für Gesangslehre. 1823 gründete er die Academischen Concerte. Er war Mitarbeiter der Neuen Zeitschrift für Musik, der Allgemeinen musikalische Zeitung und der  Caecilia. Eine Zeitschrift für die musikalische Welt.

## Familie
Johann August Günther Heinroth war der Sohn des Organisten Christoph Gottlieb Heinroth (1736–1818) und der Magdalena Sophia Johnen († 1822). 1806 heiratete er in Göttingen Johanne Henriette Philippine Keidel (* 1780). Ihr Sohn Johann Heinrich Jacob (1807–1850), Pastor in Limmer, war der Vater des Kammergerichtspräsidenten Wilhelm Heinroth. Ihr Sohn August (1822–1906), Dr. phil., war der Vater des Ornithologen Oskar Heinroth.

## Auszeichnungen
- Korrespondierendes Mitglied des Deutschen National-Vereins für Musik und ihre Wissenschaft; Urkunde unterzeichnet von Louis Spohr und Gustav Schilling

## Werk
- De carminis heroici dignitate philosophica et morali. 1795 (zusammen mit Christian August Heinrich Clodius)
- Kurzer Abriß der Jacobsohns Schule in Seesen. 1805.
- Neun deutsche Lieder. 1813.
- Worte such’ ich mir vergebens in D-Moll, 1820.
- Gesangbuch, enthaltend 166 Choralmelodien. 1825.
- 169 Choral-Melodien: nach Böttner; mit Harmonien begleitet, in welchen zur Beförderung des mehrstimmigen Gesanges der Mittelstimmen sehr leicht gesetzt sind, nebst eines Anhanges, die beym gewöhnlichen Gottesdienste gebräuchlichen Antiphonen für Prediger und Gemeinden enthaltend. Göttingen 1829.
- Sechs Vierstimmige Gesänge für Männerstimmen. 1830.
- Gedichte, Fabeln und Erzählungen zum Declamiren, Heft 2. 1840.
- Gedichte, Fabeln und Erzählungen zum Declamiren, Heft 3. 1842.
- Schlachtgesang bey Jena fürs Piano Forte in Form einer Ballade (Mars rief im donnergleichen Tone).
- 8 leichte vierhändige Piecen für Lehrer und Schüler.
- Mitarbeiter bei der Encyclopädie der gesammten musicalischen Wissenschaften: oder Universal-Lexicon der Tonkunst. (Herausgeber: Gustav Schilling). Band 5, 1837, Band 1838, Ergänzungsband 1841, Ergänzungsband 1842.